# DNA Motors

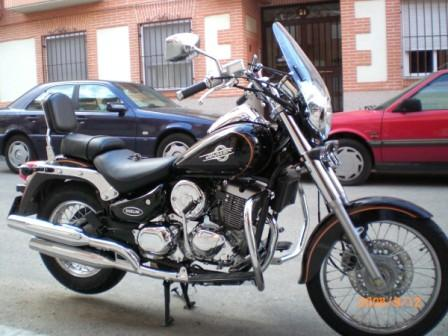
Daelim Daystar 125. Se convirtió en los años 2005 y 2006 en la moto custom de 125 cc más vendida de España.

Daelim Motor Co. Ltd. es una empresa subsidiaria de Daelim Group dedicada exclusivamente a la fabricación de motocicletas de cilindrada hasta 250 cc. Fue creada en 1962 y hoy en día fabrica unas 300.000 unidades anuales, que exporta a nivel mundial. 
Su fábrica se encuentra ubicada en Gyeongsangnam-do (Corea del Sur) y empezó a introducirse en el mercado global, haciendo especial presencia en países con economías emergentes como Bolivia, Colombia, Ecuador, y en Europa; con especial énfasis en países mediterráneos como España,(desde el año 1997), Francia e Italia; donde hay gran demanda de vehículos ciclomotores.
En la década de 1990 ingresó a la Argentina, entre otros países de Sur América, el modelo Liberty, en la actualidad (2017) todavía se las puede ver circular por las calles y algunas en perfecto estado.
En 2005, su modelo más reconocido en España, la motocicleta clase custom llamada Daystar se convirtió en la motocicleta de su categoría más vendida en este país.

## Modelos Custom
ª   daelim magma vt125
- Daystar 125 FI
- Vs 125

## Modelos Carretera
- Roadwin 125 FI
- Roadwin 125 R FI
- Roadwin 250 R FI

## Quads
- ET 250

## Modelos con cilindrada 125/250
- S1 125
- S2 125 carburación
- S3 125 FI Inyección
- S3 250 FI Advance
- Besbi 125
- B-Bone 125 FI
- Daelim Daystar 125
- Daelim XQ 125
- Daelim XQ 250
- History
- Ns
- Delfino 12

## Scooters 50 cc
- Cordi
- S-Five
- S-Four
- E-Five
- Massage
- Liberty

Véase también: